# Имишлинский городской стадион имени Гейдара Алиева
Имишлинский городской стадион имени Гейдара Алиева (азерб. Heydər Əliyev adına İmişli şəhər stadionu) — главный стадион города Имишли (Азербайджан), открытый в 2006 году. Является домашней ареной футбольного клуба Первого Дивизиона чемпионата Азербайджана ФК «Миль-Мугань».

## История

### Новая история
Имишлинский городской стадион был построен и сдан в эксплуатацию со стороны ООО «МКТ» 23 марта 2006 года, в рамках комплексных мер по развитию спорта в Имишлинском районе и первоначально носил имя Габиля Халилова. Стадион, размером 105 на 68 метров, вмещает 8500 мест и имеет травяное покрытие.
На территории комплекса имеется также 2 футбольные площадки с искусственным покрытием, размером 101 на 66 и 40 на 20 метров, а также 2 площадки с травяным покрытием, размером 105 на 68 метров.

### Новейшая история
В настоящее время стадион носит имя Гейдара Алиева. Зимой 2013 года было принято решение о замене травяного покрытия на стадионе.

## Адрес
Стадион расположен по адресу: город Имишли, улица Аббаскулу бека Шадлинского, AZ3000.